# Віклеф Голдінг Арена
«Віклеф Голдінг Арена» (фін. Wiklöf Holding Arena) — багатофункціональний стадіон у місті Марієгамн, Фінляндія, домашня арена ФК «Марієгамн».
Стадіон побудований та відкритий 1932 року. У 1968 році реконструйований, у ході чого облаштовано стандартне футбольне поле, а у 1979 році встановлено бігові доріжки. У ході реконструкції 2005 року встановлено систему освітлення, основна трибуна обладнана окремими пластиковими кріслами та встановлено потужність 1 635 глядачів. Того ж року арені присвоєно ім'я Андерса Віклефа, одного з основних спонсорів реконструкції.